# People's Choice Awards 1983
La 9ª edizione dei People's Choice Awards, presentata da Dick Van Dyke, si è svolta il 17 marzo 1983 ed è stata trasmessa dalla CBS.
In seguito sono elencate le categorie. Il relativo vincitore è stato indicato in grassetto.

## Cinema

### Film preferito
- E.T. l'extra-terrestre (E.T. the Extra-Terrestrial), regia di Steven Spielberg
- Tootsie, regia di Sydney Pollack
- Ufficiale e gentiluomo (An Officer and a Gentleman), regia di Taylor Hackford

### Attore cinematografico preferito
- Burt Reynolds – Amici come prima (Best Friends)
- Henry Fonda – Sul lago dorato (On Golden Pond)
- Dustin Hoffman – Tootsie

### Attrice cinematografica preferita
- Jane Fonda (ex aequo)
- Katharine Hepburn (ex aequo)
- Meryl Streep

### Giovane interprete cinematografico/a preferito/a
- Brooke Shields
- Gary Coleman
- Henry Thomas

## Televisione

### Serie televisiva drammatica preferita
- Hill Street giorno e notte (Hill Street Blues)

### Serie televisiva commedia preferita
- M*A*S*H
- I Jefferson (The Jeffersons)
- Tre cuori in affitto (Three's Company)

### Miniserie o film per la televisione preferiti
- Il grigio e il blu (The Blue and the Gray), regia di Andrew V. McLaglen

### Nuova serie televisiva drammatica preferita
- A cuore aperto (St. Elsewhere)
- Matt Houston
- Supercar (Knight Rider)

### Nuova serie televisiva commedia preferita
- Cin cin (Cheers)
- Bravo Dick (Newhart)
- Zero in condotta (Square Pegs)

### Attore televisivo preferito
- Tom Selleck – Magnum, P.I.
- Alan Alda – M*A*S*H
- Larry Hagman - Dallas

### Attrice televisiva preferita
- Linda Evans - Dynasty (ex aequo)
- Loretta Swit – M*A*S*H (ex aequo)
- Stefanie Powers – Cuore e batticuore (Hart to Hart)

### Attore preferito in una nuova serie televisiva
- David Hasselhoff – Supercar (Knight Rider)
- Lee Horsley – Matt Houston
- Bob Newhart – Bravo Dick (Newhart)

### Attrice preferita in una nuova serie televisiva
- Patty Duke – Lui, lei e gli altri (It Takes Two)
- Shelley Long – Cin cin (Cheers)
- Stephanie Zimbalist – Mai dire sì (Remington Steele)

### Giovane interprete televisivo/a preferito/a
- Gary Coleman

## Musica

### Artista maschile preferito
- Kenny Rogers
- Neil Diamond
- Barry Manilow

### Artista country preferito/a
- Kenny Rogers
- Willie Nelson
- Dolly Parton

### Canzone preferita
- Eye of the Tiger (Survivor), musica e testo di Jim Peterik e Frankie Sullivan (ex aequo)
- Truly (Lionel Richie), musica e testo di Lionel Richie e David Cochrane (ex aequo)

## Altri premi

### Intrattenitore preferito
- Burt Reynolds
- Alan Alda
- Tom Selleck

### Intrattenitrice preferita
- Barbara Mandrell
- Carol Burnett
- Dolly Parton